# CBERS-3
CBERS-3 (da série China-Brazil Earth-Resources Satellite) é um satélite de observação da Terra, resultado de um acordo sino-brasileiro e tecnicamente é uma evolução ao seu antecessor, o CBERS-2, foi lançado em 9 de Dezembro de 2013 a partir do Centro de Lançamento de Taiyuan por intermédio de um foguete Longa Marcha 4B.

## Objetivos
Esse satélite foi projetado e lançado com o objetivo de gerar imagens da superfície da Terra, usando equipamentos de sensoriamento remoto. Essas imagens, podem ser usadas nas mais variadas aplicações, como: agricultura, meio ambiente, recursos hidrológicos e oceânicos, florestas, geologia entre outros.

## Características
Esse satélite tem o formato de um cubo com arestas de 1,8 x 2,0 x 2,2 m. Ele possui um único conjunto de painéis solares, com 6,3 m de comprimento, ligado a uma de suas faces. 

### Instrumentos
O satélite é composto por instrumentos relacionados à aquisição de dados científicos:
- Câmera Pancromática e Multiespectral (PAN),
- Câmera Multiespectral Regular (MUX),
- Imageador Multiespectral e Termal (IRS),
- Câmera de Campo Largo (WFI),
- Dois Transmissores de Dados de Imagem (MWT para a MUX e WFI, e PIT para o PAN e IRS),
- Gravador de Dados Digital (DDR),
- Sistema de Coleta de Dados (DCS), e
- Monitor do Ambiente Espacial (SEM).

O CBERS-3 foi construído para dar continuidade ao programa CBERS na tentativa de restabelecer a qualidade nos projetos de milhares de instituições e usuários do Programa. O CBERS-3, pertence à segunda geração desses satélites.

## Missão

O satélite CBERS-3 já integrado ao foguete Longa Marcha 4B na base de lançamento de Taiyuan.

O lançamento do CBERS-3, ocorreu sem problemas aparentes em 9 de dezembro de 2013, à 01h26 (horário de Brasília) por intermédio de um foguete Longa Marcha 4B, partindo do Centro de Lançamento de Taiyuan. 
Houve uma falha no funcionamento dos estágios superiores do veículo durante o voo e, consequentemente, o satélite não alcançou a órbita prevista. A falha ocorreu com o corte na propulsão do foguete que o transportava, desligado onze segundos antes do previsto, impossibilitando que ele atingisse a velocidade mínima para ser mantido em órbita. Avaliações preliminares sugerem que o CBERS-3 tenha retornado ao planeta, partes do foguete lançador foram encontrados na província de Jiangxi, na China. O satélite em si, desintegrou-se ao reentrar na atmosfera sobre o continente antártico.
Para assegurar a continuidade e o cumprimento dos objetivos do programa CBERS, Brasil e China concordaram em iniciar imediatamente discussões técnicas visando a antecipação da montagem e lançamento do CBERS-4.

## Próximos passos
Em reunião ocorrida em 10/12/2013 em Pequim, na China, o Comitê de Coordenação do Programa CBERS (JPC, em inglês), divulgou o seguinte: "como ainda não há um diagnóstico preciso sobre as causas do acidente, as decisões a respeito dos aprimoramentos e eventuais reparos no lançador só serão tomadas depois do fim das investigações. Até o momento, a única informação concreta é que houve uma falha no terceiro estágio do foguete, cujas eventuais causas são tema desta investigação".
Em relação ao prazo mínimo para que o CBERS-4 possa ser lançado, duas alternativas estão sendo consideradas pelos técnicos dos dois países. Em ambas, a preparação do CBERS-4, que é prevista para o final de 2015, pode ser antecipada para o final de 2014 ou maio de 2015.